# Androne di Teo
Androne di Teo (in greco antico: Ἄνδρων?, Ándrōn; Teo, ... – ...) è stato uno scrittore greco antico.
Fu autore di un Περίπλους; probabilmente è lo stesso autore citato da Strabone, Stefano di Bisanzio e altri.
Potrebbe essere anche l'autore del Περὶ Συγγενειῶν.